# Док папрат цвета
Док папрат цвета (рус. Пока цветёт папоротник) руска је телевизијска серија емитована од 1. октобра 2012 године на мрежи СТС.
Снимање серије је одвијало на Алтају. Одвојене сцене су снимљене у Москви и Тверију.

## Синопсис
Кирил Андреев ради као новинар у Московској новини. Једног дана, његов колега му доноси магични амулет. Уз помоћ амулета, Кирил изненада долази на Алтај. Кирил убрзо сазнаје да уз помоћ амулета и цвета папоротника мора затворити врата у паралелни свет Умбре, где живи свака нечистоћа. А помоћи ће му сестра Саша и пријатељи са којима се упознао на Алтају (Раиса, Максим, Денис, Лика, Артур).

## Ликови
- Александар Петров — Кирил Андрејев (новинар "Тајне истине")
- Светлана Суханова — Александра Андреева (Кирилова сестра, позоришна глумица)
- Татьяна Орлова — Раиса Тарасова (тетка Максима и Дениса)
- Павел Крайнов — Максим Стрелцов (брат Дениса)
- Роман Курцин — Денис Стрелцов (Максимов брат)
- Дмитриј Бедарев — Игор Књазев (бизнисмен)
- Алла Подцхуфарова — Лика Измаилова (девојка Игора, тада Денисова љубавница)
- Алексеј Василијев — Артур Сташко (Ликијев пријатељ)
- Залим Мирзојев — Аржан (старец, који се супротставља силама зла)
- Јулија Самојленко — Агапа (ћерка чаробњака)
- Александар Мезенцев — Чаробњак (отац Агапе)

## Наставак серије
2019.године је објављена наставка серије — «Беловодье. Мистерија изгубљене земље».